# District administratif de Novomoskovski
Le district administratif de Novomoskovski (en russe : Новомосковский административный округ) est l'un des 12 districts de Moscou.

## Histoire
Il fut créé le 1er juillet 2012, à partir de portion des raïons de l'oblast de Moscou que sont Leninski, Naro-Fominski et Podolski, qui permit à la capitale russe de ne plus être enclavée dans ce dernier et de communiquer avec l'oblast de Kalouga, via le nouveau district administratif de Troïtski situé au sud-est.
Lors de sa création, ce district comptait une population de 113 569 habitants.

## Divisions administratives
Il est composé des onze districts municipaux suivants :
- Vnoukovskoïe (Внуковское)
- Marouskinskoïe (Марушкинское)
- Filimonkovskoïe (Филимонковское)
- Mosrentguen (Мосрентген)
- Sossenskoïe (Сосенское)
- Voskressenskoïe (Воскресенское)
- Dessionovskoïe (Десёновское)
- Riazanovskoïe (Рязановское)
- Kokoskino (Кокошкино)
- Moskovski (Московский)
- Chtcherbinka (Щербинка)